# Arròs vermell
L'arròs vermell o arròs roig és un arròs de color vermell a causa del contingut natural d'antocianina. Normalment es menja sense polir o parcialment polit, i té una capa de segó vermella, en lloc del marró pàl·lid més comú. L'arròs vermell té un gust de nou.
Té el valor nutricional més alt entre els arrossos que es mengen amb el segó intacte (més alt contingut calòric, de carbohidrats, proteïna, fibra i vitamines, i absència de colesterol, sodi i greixos), i també més beneficis per a la salut.
Algunes varietats d'arròs vermell, quan es mengen espellofades (anàleg a l'arròs integral normal), tenen un índex glucèmic més baix en comparació amb l'arròs blanc (basmati i gessamí), que està polit. Tanmateix, les investigacions també indiquen que polir l'arròs vermell elimina aquesta diferència.
L'arròs vermell espellofat també és una font més rica de ferro, magnesi, calci i zinc que l'arròs blanc. El mateix es pot dir de l'arròs integral normal. L'arròs vermell conté nivells d'antioxidants més alts en comparació amb l'arròs blanc, encara que no és clar què fan en el cos humà.